# جودیت هوگ
جودیت هوگ (انگلیسی: Judith Hoag؛ زادهٔ ۲۹ ژوئن ۱۹۶۸) هنرپیشه اهل ایالات متحده آمریکا است. او از سال ۱۹۸۵ میلادی تاکنون مشغول فعالیت بوده‌است.

## بخشی از فیلم‌شناسی
از فیلم‌ها یا برنامه‌های تلویزیونی که هوگ در آن نقش داشته‌است، می‌توان به مرد کادیلاک، من شماره چهار هستم اشاره نمود.